# Ferdinand Karapetian
Ferdinand Karapetian (Vardenis, 19 dicembre 1992) è un judoka armeno.

## Palmares
- Europei

Tel Aviv 2018: oro nei 73kg.